# Botyodes diniasalis
Botyodes diniasalis é uma espécie de insetos lepidópteros, mais especificamente de traças, pertencente à família Crambidae.
A autoridade científica da espécie é Walker, tendo sido descrita no ano de 1859.
Trata-se de uma espécie presente no território português.